# Pieve di San Pietro a Romena
La pieve di San Pietro a Romena è un luogo di culto cattolico che si trova ai piedi del castello di Romena nel comune di Pratovecchio.
Dal 1991 la canonica della Pieve ospita una fraternità di vita apostolica che unisce consacrati, laici e famiglie, fondata dal sacerdote Don Luigi Verdi . 

## Storia
L'attuale Pieve di Romena è stata costruita alla metà del XII secolo sopra una precedente chiesa triabsidata risalente all'VIII secolo di cui sono visibili i resti sotto al presbiterio.
Leggende popolari attribuiscono alla duchessa Matilde di Toscana un ruolo nella fondazione dell'edificio.
Sconvolta da una frana provocata dallo smottamento del terreno causato da un sottostante fossatello nel 1678 che la privò delle prime due campate e da un successivo terremoto del 1729 che le provocò altri gravi danni alla facciata, all'abside che venne spaccata da una profonda fenditura e nel campanile che da allora è rimasto sbassato, oggi dopo numerosi restauri appare come una dei più interessanti edifici romanici del Casentino.

## Descrizione

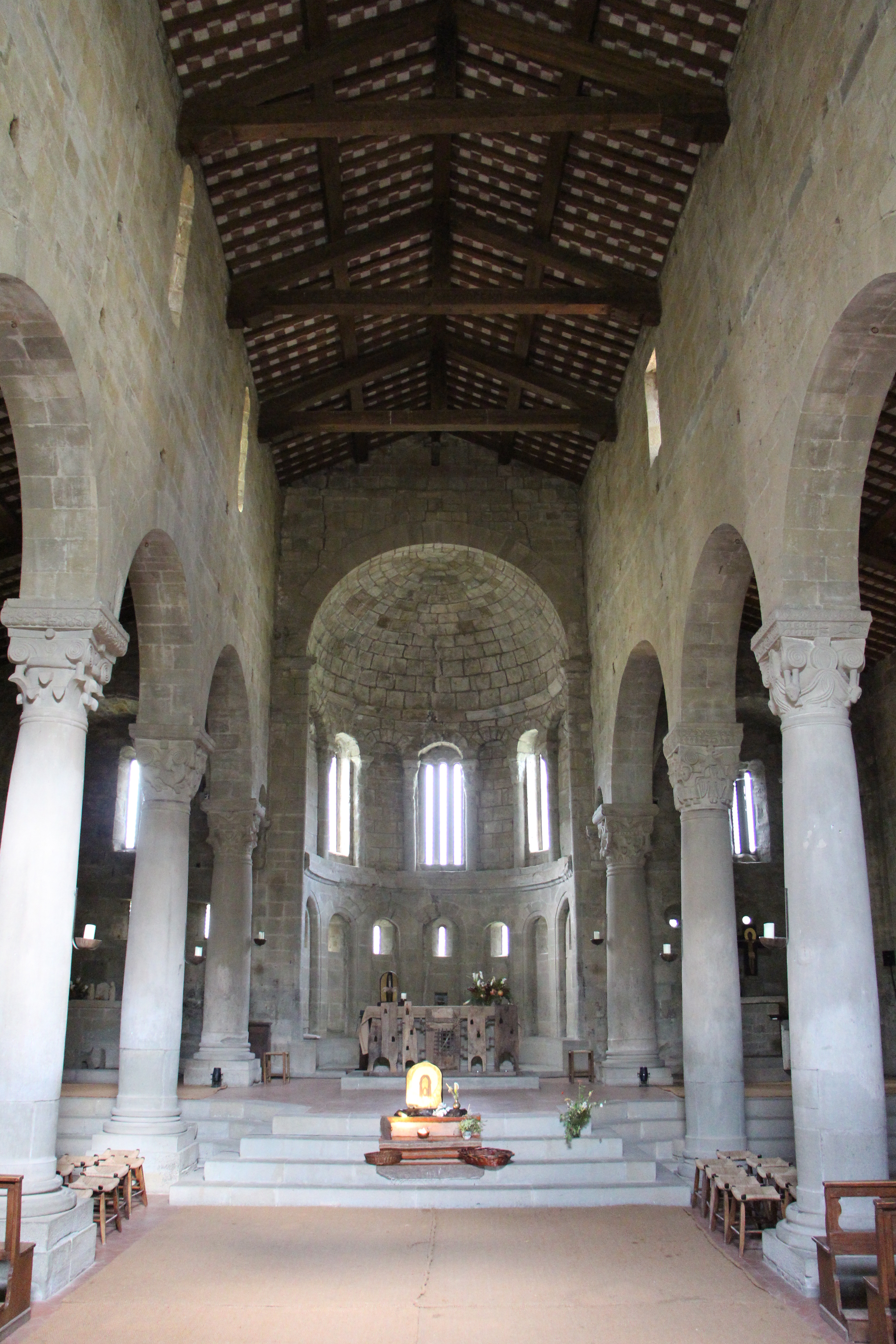
Interno

La facciata è semplice e rustica ed è stata realizzata in pietre conce con alla sinistra il campanile. Monumentale l'abside che presenta due ordini di arcate e delle aperture costituite da una trifora e due bifore.
All'interno, a tre navate e cinque campate su colonne monolitiche di macigno e arricchite dai motivi decorativi dei capitelli a fogliami. Il soffitto è a capriate scoperte e inoltre presenta il presbiterio rialzato; il pavimento è a diversi livelli.
I caratteri decorativi dei capitelli sono molteplici, dagli elementi geometrici e vegetali stilizzati alle raffigurazioni umane e zoomorfe, sempre attuati con grande intensità espressiva. In due capitelli della navata sinistra si ricorda il nome del committente, il pievano Alberico, e la data con la precisazione TEMPORE FAMIS MCLII (in tempo di carestia 1152) in uno e nell'altro sono scolpiti i quattro evangelisti con le iscrizioni Quaecumque solveris super terram e ALBERICUS PLEB. FECIT HOC OPUS.
A destra dell'edificio è il battistero, coperto con volta a crociera costolonata e riferibile al periodo tardoromanico. Per motivi di sicurezza dalla chiesa sono state tolte tutte le opere d'arte che un tempo la ornavano.

## Antico piviere
- S. Margherita a Campolombardo;
- S. Bartolommeo a Castel Castagnajo;
- SS. Jacopo e Cristofano alla Villa
- S. Biagio a Pomponi (soppressa);
- S. Maria a Pietrafitta (idem);
- S. Bartolommeo a Strapetognoli (unita alla seguente);
- S. Jacopo a Tartiglia;
- S. Donato a Coffia;
- S. Lorenzo alla Collina (annessa alla seguente);
- S. Ilario a Sala;
- S. Donato a Brenda;
- S. Croce a Sprugnano;
- S. Clemente al Ponte (soppressa);
- S. Paolo al Ponte;
- S. Maria a Gricciano;
- S. Maria a Porrena;
- S. Jacopo a Mandrioli;
- S. Angelo a Pratiglione (soppressa);
- S. Donato al Borgo alla Collina.

## Bibliografia

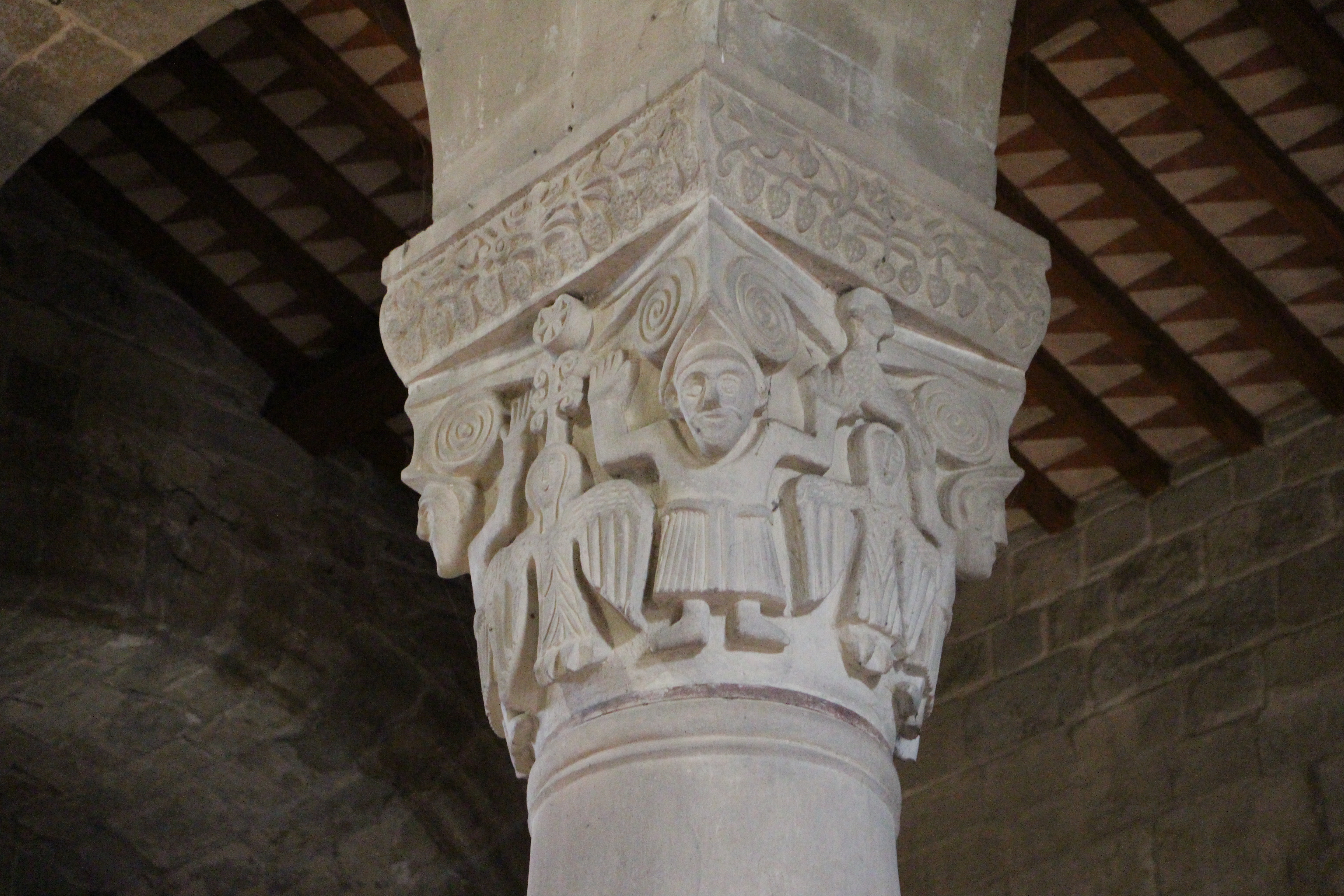
Uno dei capitelli istoriati